# 栋堡
栋堡（Domburg）是北海边的一个海滨度假地，位于荷兰泽兰省瓦尔赫伦岛西北海岸，省会米德尔堡西北方11公里处，属于費勒基层政权。
2010年，栋堡镇有1,490名居民，建成区有0.78 km²。

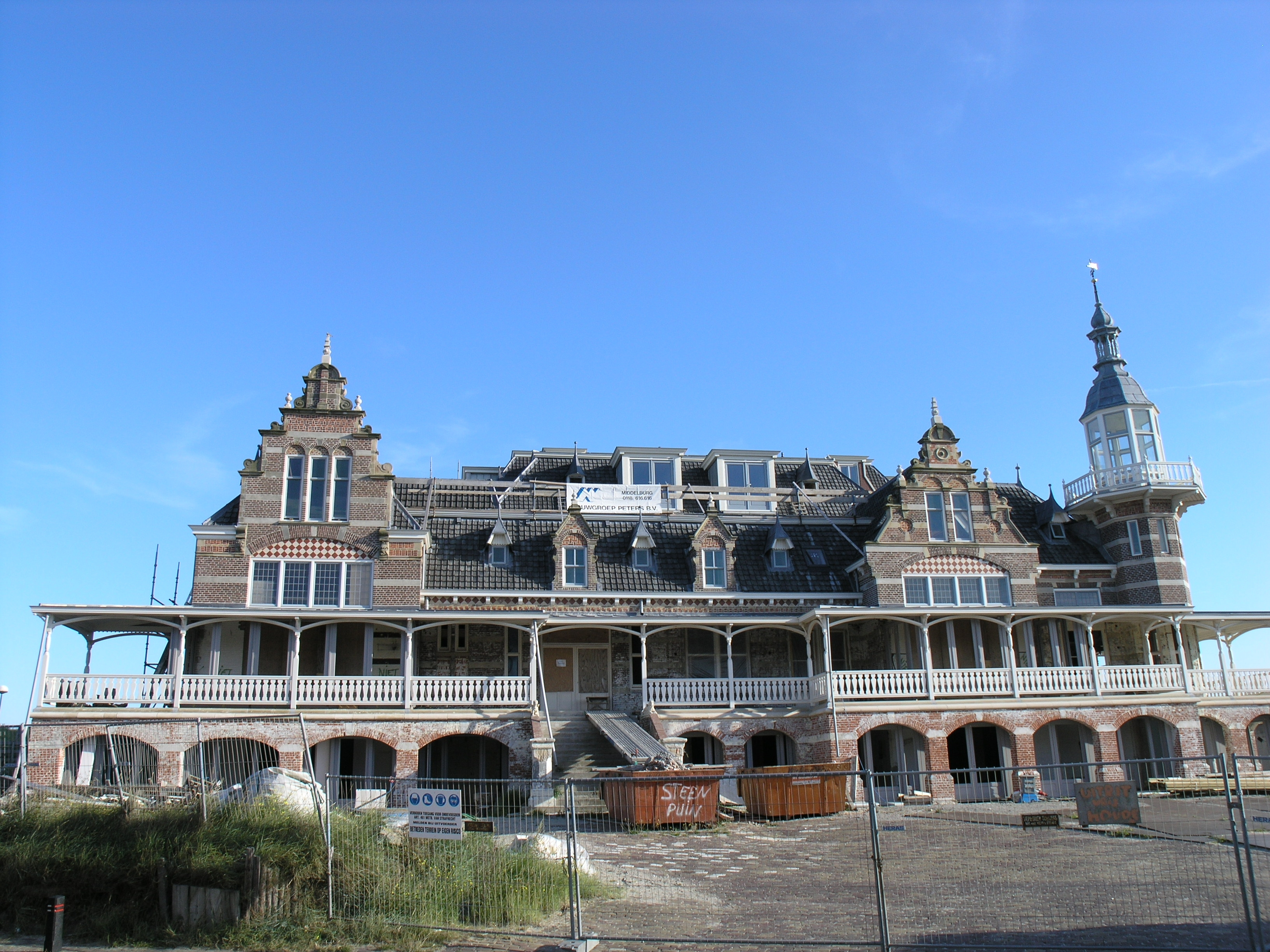

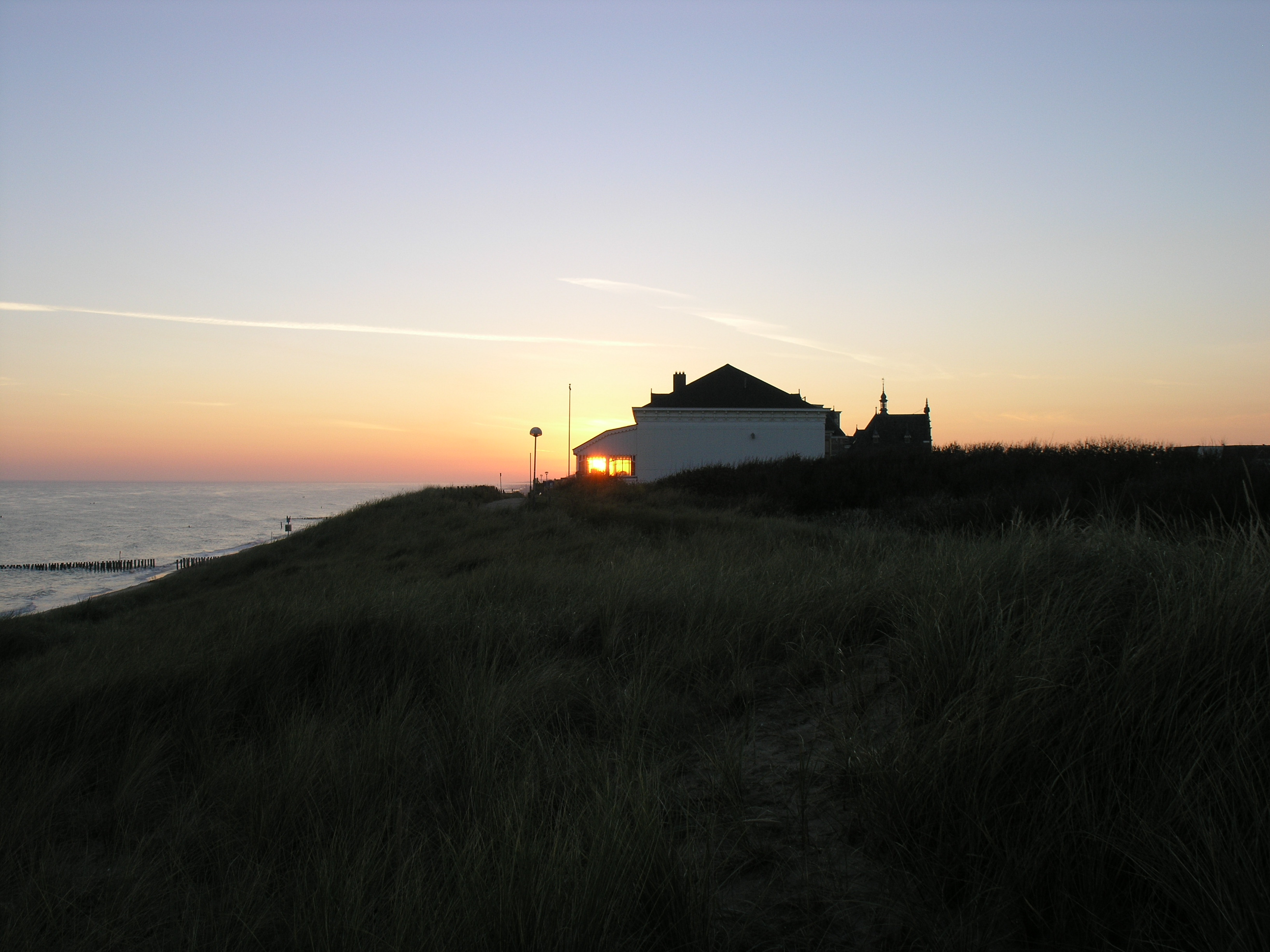

## 参考

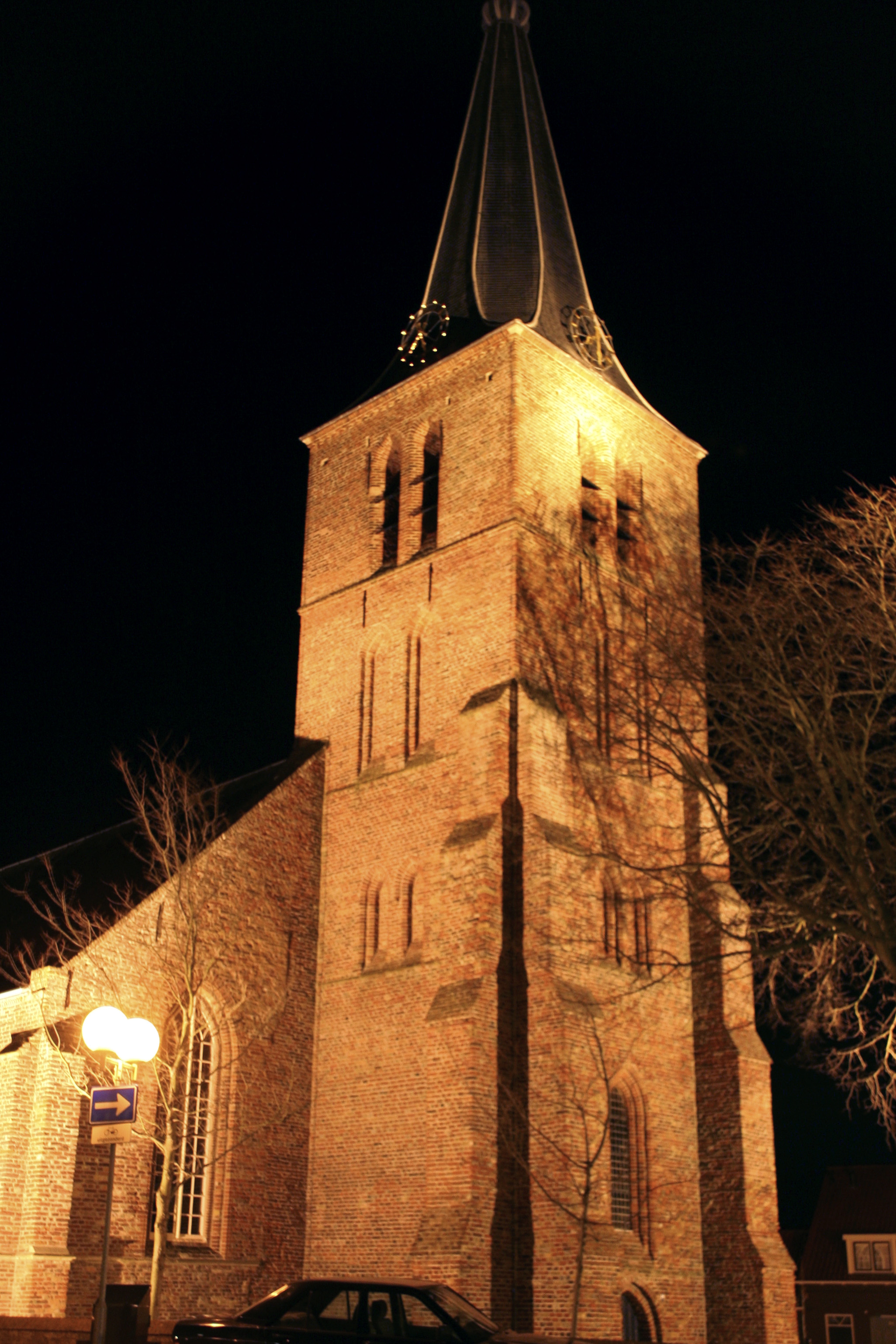
教堂
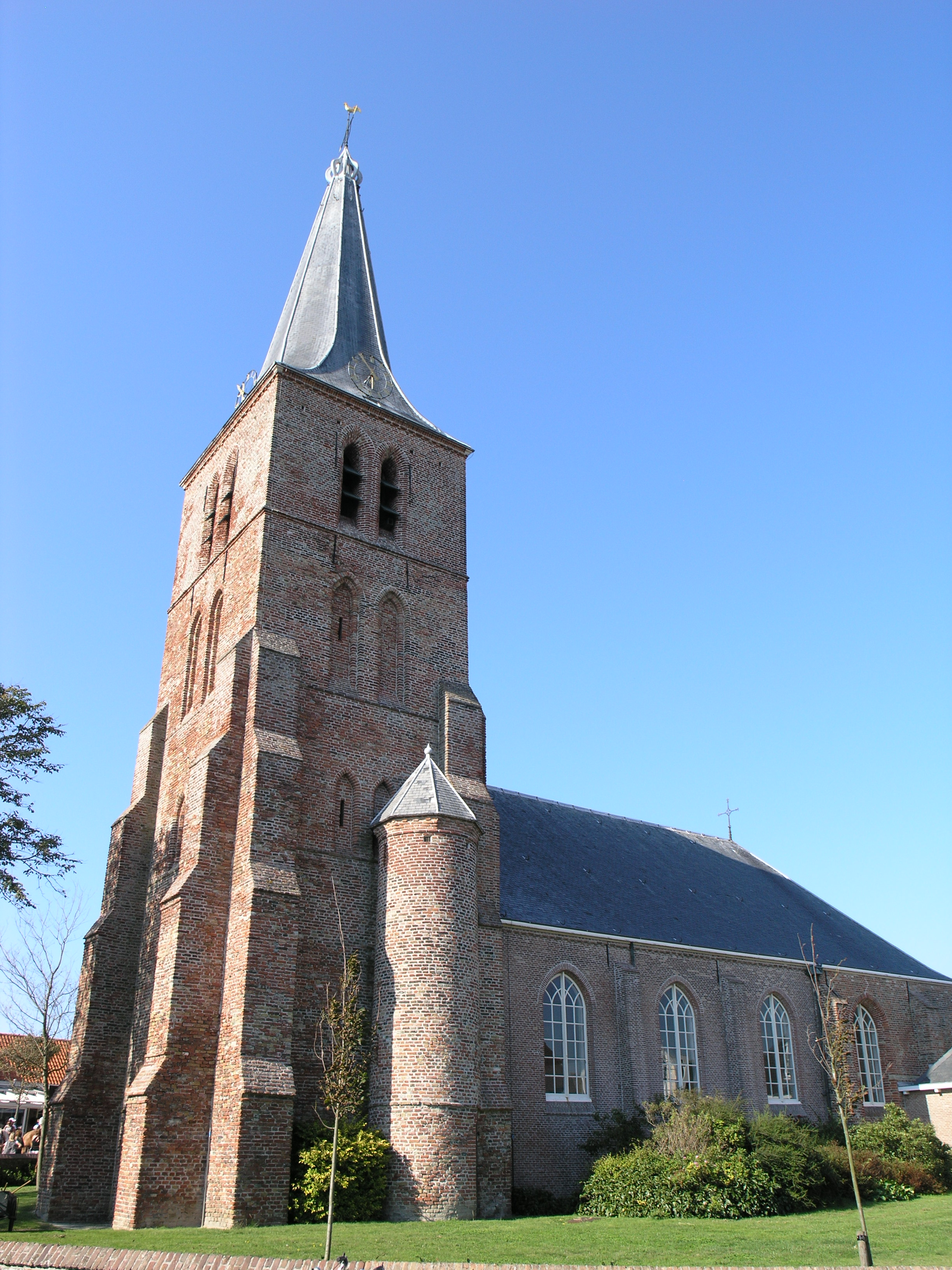
教堂